# Élimos
Los élimos (griego Elymoi, latín Elymi) fueron un pueblo antiguo que habitó la parte occidental de Sicilia durante la Edad del Bronce y la Antigüedad clásica. 

## Orígenes
Los precisos orígenes de los élimos son desconocidos, aunque se ha sugerido (basado en recientes hallazgos arqueológicos) que podían haber sido anatolios que emigraron a Sicilia. Los antiguos griegos los identificaban como descendientes de los troyanos. Tucídides afirmaba que sus antepasados habían sido refugiados de Troya.

Cuando la ciudad fue destruida por los aqueos al final de la guerra de Troya, un grupo escapó y, tras un largo viaje a través del mediterráneo, tomaron tierra en Sicilia. Se casaron con los nativos sicanos para fundar una nueva etnia, los élimos. Virgilio dice que habían llegado a Sicilia conducidos por el héroe Acestes. 
Mitología aparte, poco seguro es lo que se conoce sobre la identidad y la cultura de los élimos. Son indistinguibles de sus vecinos los sicanos en el registro arqueológico de la primera Edad de Hierro (c. 1000 a. C.-500 a. C.). Por lo tanto, parecen haber adoptado muchos aspectos de la cultura de los colonizadores griegos de Sicilia, erigiendo el extraordinario  templo de Segesta en Sicilia, y usando el alfabeto griego para escribir su propia lengua. Nadie ha conseguido descifrar el idioma élimo, aunque se ha especulado que podría haber sido una lengua nativa no indoeuropea.

## Áreas de asentamiento
Los élimos compartieron Sicilia occidental con los sicanos, los fenicios y posteriormente los griegos. Sus tres ciudades más importantes eran Segesta, el centro político; Eryx (la actual Erice), un centro religioso; y Entella. Otras ciudades eran Élima, Halicias, Jaitas, Hipana y Drépano.

## Historia

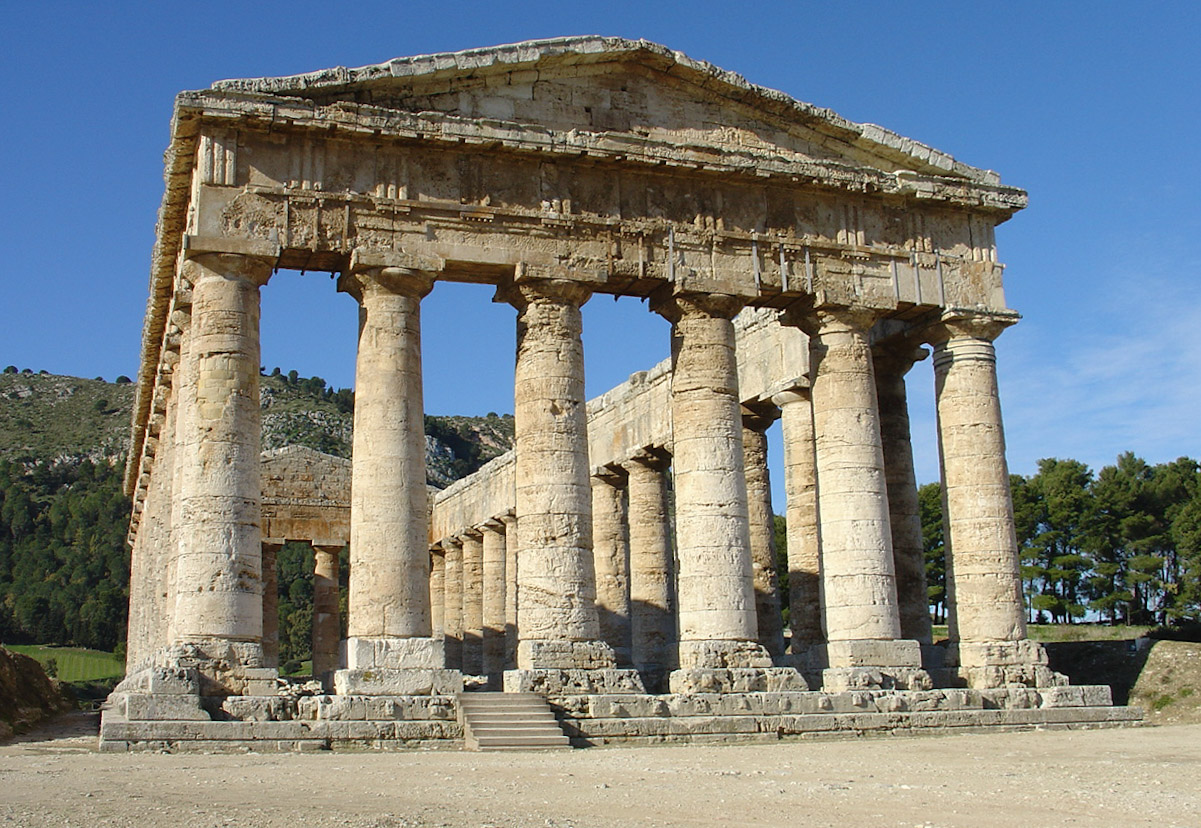
El templo élimo de Segesta, Sicilia.

Los élimos mantuvieron relaciones amistosas y alianzas con Cartago, pero llegaron a tener frecuentes conflictos con las expansionistas colonias griegas de Sicilia occidental, especialmente Selinunte.

Las disputas fronterizas con Selinunte estallaron en guerra abierta en varias ocasiones después del 580 a. C. Trataron de aliarse primero con Atenas contra Selinunte, provocando la desastrosa expedición a Sicilia del 415 a. C.-413 a. C. Luego de este fracaso animaron a los cartagineses a atacar Selinunte en 409 a. C. y consiguieron la destrucción de sus rivales.
Sin embargo, se volvieron contra Cartago durante la primera guerra púnica y se aliaron con Roma. A los élimos se les concedió un estatus privilegiado bajo el gobierno romano y fueron eximidos de impuestos. Esto fue en reconocimiento de la ascendencia troyana de los élimos, lo que supuso como hacerlos primos del pueblo romano, quienes también afirmaban ser descendientes de los troyanos. Los élimos parecen haber desaparecido en gran parte de la vista bajo el gobierno romano, presumiblemente habiendo sido integrados en la población siciliana.

## Idioma élimo

Mapa con la localización aproximada de las tribus siciliotas antes de la llegada de los griegos.

La lengua élima, si bien no parece pertenecer a la rama itálica aunque era indoeuropea. El conocimiento que se tiene de ella deriva de algunas inscripciones en monedas y cerámica, apareciendo en estas últimas construcciones gramaticales en caso dativo y siendo ofrendas religiosas. Fue escrita, según las inscripciones que han llegado hasta nosotros, en alfabeto griego y fechados entre los siglos VI y IV a. C.
De la lengua de los élimos sólo se dispone de unos pocos textos fragmentarios pero que en ningún caso superan las 12 letras y algunas monedas de las ciudades élimas de Segesta y Erice, en caracteres griegos, del siglo  VI y siglo V a. C.